# Neplatîne, Ohtîrka
Neplatîne (în ucraineană Неплатине) este un sat în comuna Mala Pavlivka din raionul Ohtîrka, regiunea Sumî, Ucraina.

## Demografie
Componența lingvistică a localității Neplatîne
     Ucraineană (97,37%)
     Rusă (2,63%)
Conform recensământului din 2001, majoritatea populației localității Neplatîne era vorbitoare de ucraineană (97,37%), existând în minoritate și vorbitori de rusă (2,63%).